# Olpium jacobsoni
Olpium jacobsoni är en spindeldjursart som beskrevs av Albert Tullgren 1908. Olpium jacobsoni ingår i släktet Olpium och familjen Olpiidae. Inga underarter finns listade i Catalogue of Life.